# Satoshi Motoyama

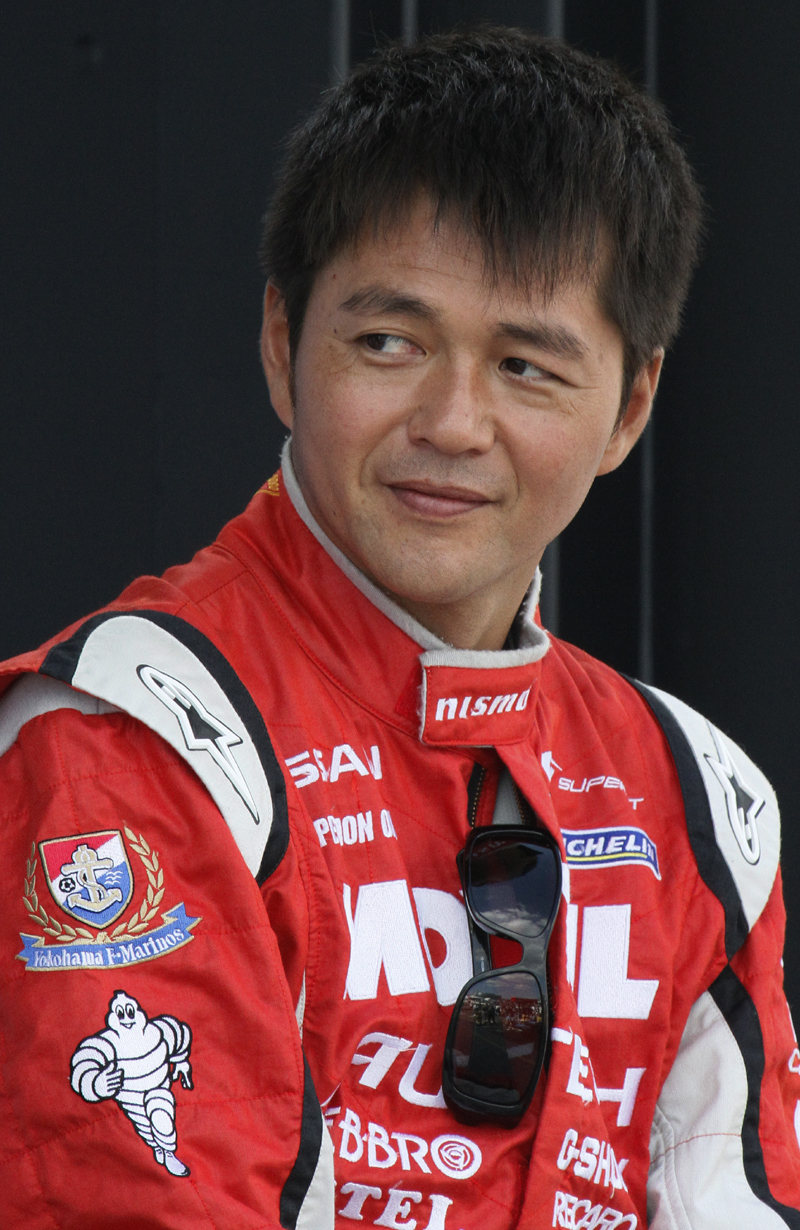
Satoshi Motoyama 2010

Satoshi Motoyama (jap. 本山 哲, Motoyama Satoshi; * 4. März 1971 in der Präfektur Tokio, Japan) ist ein japanischer Automobilrennfahrer.

## Karriere
Er erzielte beeindruckende Ergebnisse in Rennserien in seinem Heimatland, wo er 1998, 2001, 2003 und 2005 Meister in der Formel Nippon wurde. Er startete ebenfalls in der Super-GT-Serie, wo er 2004, zusammen mit dem Briten Richard Lyons, den Titel gewann. 2003 war er beim Großen Preis von Japan der dritte Pilot für Jordan in den Freitagstrainings. 2004 fuhr er bei Vorsaisontests für Renault. Zu seinen Erfolgen im Sportwagensport zählte der Sieg beim 1000-km-Rennen von Fuji 1999, gemeinsam mit Érik Comas und Masami Kageyama im Nissan R391.

## Statistik

### Le-Mans-Ergebnisse
| Jahr | Team                      | Fahrzeug         | Teamkollege       | Teamkollege     | Platzierung | Ausfallgrund |
| ---- | ------------------------- | ---------------- | ----------------- | --------------- | ----------- | ------------ |
| 1998 | Nissan Motorsports        | Nissan R390 GT1  | Takuya Kurosawa   | Masami Kageyama | Rang 10     |              |
| 1999 | Nissan Motorsport         | Nissan R391      | Érik Comas        | Michael Krumm   | Ausfall     | Motorschaden |
| 2012 | Highcroft Racing          | Nissan Deltawing | Marino Franchitti | Michael Krumm   | Ausfall     | Unfall       |
| 2014 | Nissan Motorsports Global | Nissan ZEOD RC   | Wolfgang Reip     | Lucas Ordoñez   | Ausfall     | Elektrik     |